# 田端実
田端 実（たばた みのる、MINORU TABATA、1975年3月14日 - ）は、日本の心臓外科医。順天堂大学医学部心臓血管外科主任教授。学位は博士（医学）。外科手術とカテーテル治療の両方を手掛けるハイブリッド外科医であり、低侵襲心臓手術(MICS)、内視鏡下心臓手術、ロボット心臓手術、心臓弁膜症手術、心臓弁膜症カテーテル治療、冠動脈バイパス手術、胸部大動脈手術などを手掛けている。

## 経歴
大阪府大阪市出身。甲陽学院中学校・高等学校を経て、東京大学理科三類に現役で入学。大学時代はヨット部に所属していた。1999年に東京大学医学部医学科を卒業し、卒業式では医学部医学科の総代を務めた。
同年医師免許を取得。東京大学医学部附属病院と関連病院で一般外科研修後、2003年新東京病院心臓血管外科レジデントとして心臓外科の道を歩み始めた。2004年に米国に渡り、Harvard Medical Schoolの教育病院であるBrigham and Women’s Hospitalの心臓外科シニアフェロー就任。2007年にはハーバード大学公衆衛生大学院でMPH（公衆衛生修士号）を取得、同年よりColumbia University Medical Center心臓胸部外科インストラクター。2008年にはベルギーのOLV Clinicで低侵襲心臓外科フェローとして内視鏡下心臓手術を習得した。2009年に帰国し榊原記念病院心臓血管外科に勤務。2013年にはAmerican Association for Thoracic Surgery （AATS米国胸部外科学会）の正会員となった。38歳でのAATS正会員選出は日本人で最年少であり、世界でも30代での選出はまれである。同年 東京ベイ・浦安市川医療センター心臓血管外科部長に就任し、新規に心臓血管外科を立ち上げ、ゼロから数年で年間500例の手術を行う心臓血管外科チームを作り上げた。手術件数の増加だけでなく、集中治療医や診療看護師などと診療チームを作り、外科医の働き方改革と両立させた。2019年からは虎の門病院循環器センター特任部長を兼任し、就任前後で同病院の心臓手術件数は約6倍に増加した。同年、病院の垣根を越えたチーム医療と人材育成を実践するため一般社団法人ハートアライアンスを設立し、代表理事に就任した。2021年12月に順天堂大学医学部心臓血管外科主任教授に就任した。前任は2012年に第125代天皇上皇明仁の狭心症バイパス手術を執刀した天野篤。
虎の門病院循環器センター特任部長、 東京ベイ・浦安市川医療センター心臓血管外科顧問、札幌心臓血管クリニック心臓血管外科顧問、一般社団法人ハートアライアンス代表理事などを兼任。学術的役職としては、北京大学医学部客座教授、東京慈恵会医科大学医学部客員教授、杏林大学医学部客員教授、日本外科学会代議員、日本循環器学会代議員、日本胸部外科学会評議員、日本心臓血管外科学会評議員、日本低侵襲心臓手術学会理事、日本経カテーテル弁膜症治療学会理事など。
心臓外科手術の専門医として年間400件以上の心臓手術を執刀し、2024年12月現在で心臓大動脈手術の執刀件数は合計5000件を超える。外科手術とカテーテル治療の両方を手掛けるハイブリッド外科医である。2024年の執刀件数は465件で、内視鏡下MICS（ロボット手術を含む）は年間で297例を執刀しており、国内では年間MICS症例数が10例未満の心臓外科医がほとんどである中、圧倒的な経験を誇っている。

## 活動
英文論文200本以上（共著含む）、国内外での講演350回以上

## 資格
- 三学会構成心臓血管外科専門医
- 認定機構心臓血管外科専門医修練指導者
- 外科学会専門医
- 経カテーテル大動脈弁置換術(TAVR)指導医
- 低侵襲心臓手術(MICS)指導医
- ロボット支援下心臓手術認定術者
- Neochord(オフポンプ低侵襲僧帽弁形成術デバイス)認定術者

## 書籍
| 作品名                                                                           | 発売日   | 出版社     | ISBN-13        |
| 「心臓弁膜症」と言われたら読む本 〜心エコー検査とハートチームを知っていますか?〜 | 2021/2/3 | 中外医学社 | 978-4498136649 |